# نونسیو

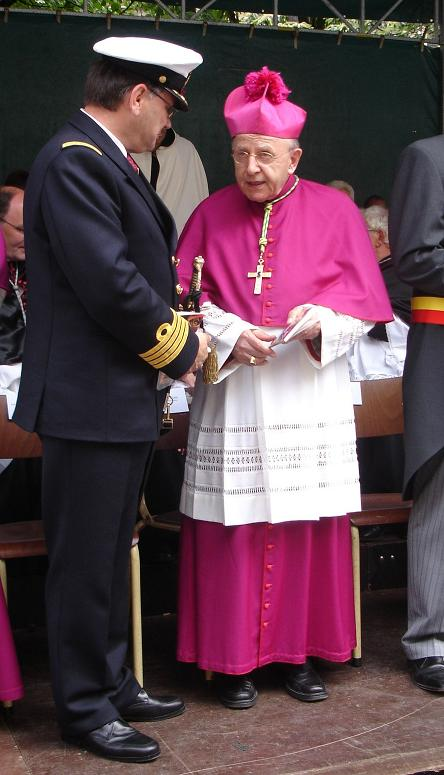
اسقف اعظم کارل یوزف راوبر، نونسیوی سابق بلژیک و لوکزامبورگ

فرستاده نونسیو یا نونسیوی حواری (لاتین: nuntius apostolicus ; همچنین به عنوان فرستاده یا رسول پاپ (nuncio) یک دیپلمات کلیسایی است که به عنوان فرستاده یا نماینده دیپلماتیک دائمی قلمرو قدرت اسقف رم، موسوم به سریر مقدس، در یک دولت یا یک سازمان بین‌المللی خدمت می‌کند. 
یک نونسیو توسط مقر مقدس منصوب می‌شود و نماینده آن است و رئیس هیئت دیپلماتیک است که به آن نونسیاتور رسولی (Apostolic Nunciature) می‌گویند که معادل سفارت است. مقر مقدس از نظر قانونی از شهر واتیکان یا کلیسای کاتولیک متمایز است. در دوران مدرن، یک نونسیو معمولاً اسقف اعظم است.